# Chrám Venuše a Romy
Chrám Venuše a Romy (italsky: Tempio di Venere e Rome) byl největší chrám antického Říma, který byl zasvěcen Venuši – bohyni lásky a krásy, a Romě – ochránkyni Říma. Jeho ruiny se nacházejí na nejvýchodnějším cípu Fora Romana.

## Historie

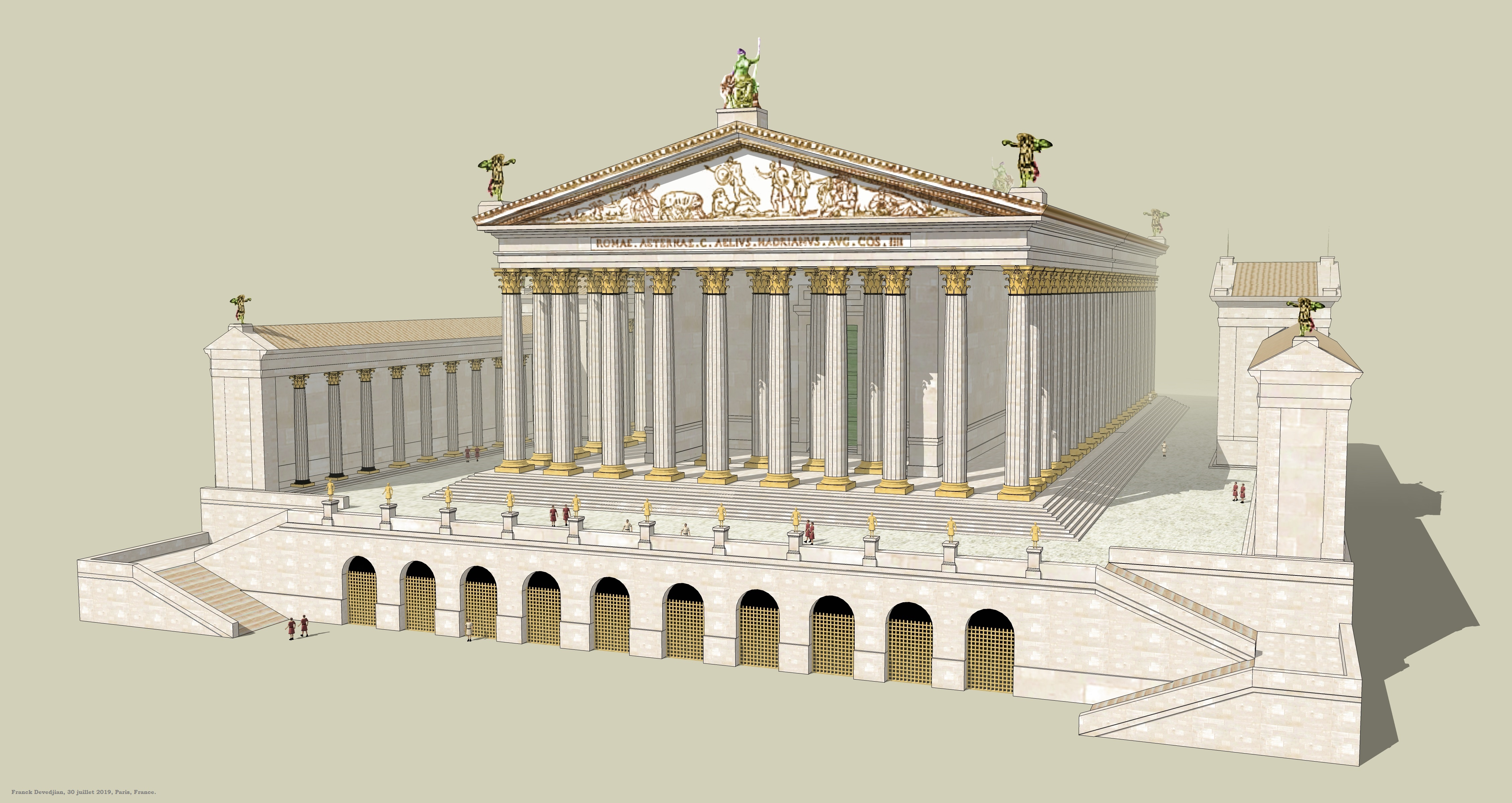
3D rekonstrukce, pohled od Kolosea

Architektem chrámu se stal samotný římský císař Hadrián. Odvážný návrh byl ostře kritizován jeho dvorním architektem Apollodorem, který císaři vytýkal příliš velké a nevhodně rozmístěné sochy uvnitř celly. Podle jeho teorie by sochy přišly o hlavu při pokusu o usazení na jejich trůny. Hadrianus se ale nenechal ovlivnit a Apollodora propustil z císařského dvora a zanedlouho poté ho nechal popravit. V roce 121 započal císař stavbu, kterou slavnostně otevřel v roce 135. I přesto však pokračovaly stavební práce na chrámu až do roku 141, kdy byla svatyně dokončena za vlády Antonina Pia.
V roce 307 byl chrám z velké části zničen během požáru. Rekonstrukce se ujal císař Maxentius, který změnil původní Hadriánovu strukturu stavby a kompletně ji přestavěl. Na každé straně celly nechal vytvořit mohutné půlkruhové exedry, do nichž usadil sochy Venuše a Romy.
Další rekonstrukce proběhly na konci 4. století za krátké vlády uzurpátora Eugenia a za vlády posledního římského císaře Theodosia I. Na počátku 9. století byl chrám zničen při silném zemětřesení. Kolem roku 850 nechal na jeho ruinách vystavět papež Lev IV. kostel Santa Maria Nova, který byl po přestavbě v roce 1612 přejmenován na Santa Francesca Romana.

## Architektura

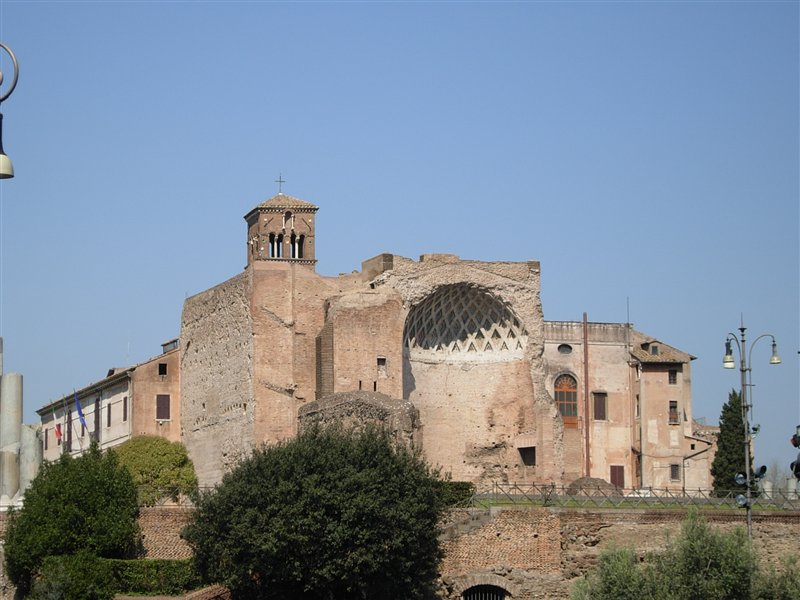
Pohled na zbytky exedry, která patřila Venuši. Za ní je vystavěn kostel Santa Francesca Romana

Chrám vznikl na troskách stavby Domus Aurea. Jelikož plocha stavby byla velmi velká, musel se o několik metrů blíže ke Koloseu přesunout i mohutný Neronův kolos. Vlastní chrám byl postaven na stylobatu o neuvěřitelných rozměrech 145 metrů na délku a 100 metrů na šířku. Samotná budova pak byla 110 metrů dlouhá a 53 metrů široká.

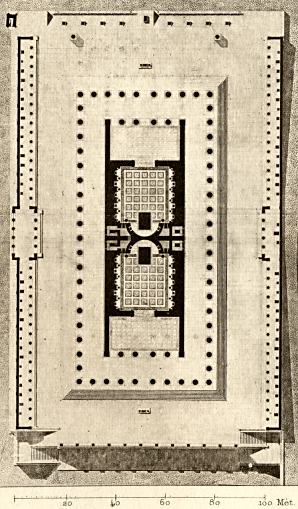
Plán půdorysu – horní cella patřila Romě s výhledem na Forum Romanum a dolní cella náležela Venuši čelem ke Koloseu

Svatyně se dělila na dvě prostorné celly, jejichž dominantou byly mohutné sochy bohyň Venuše a Romy, které seděly na trůnu zády k sobě. Obě síně na sebe symetricky navazovaly a byly situovány tak, že cella Romy byla orientovaná na západ směrem k Foru Romanu, zatímco Venušina cella se nacházela na východní straně směrem ke Koloseu. Vstup do každé síně lemoval čtyřsloupový portikus.
Zatímco kratší strany chrámu na východě a západě měly deset sloupů, delší strany na jihu a severu disponovaly s osmnácti sloupy. Každý z nich byl vytesán v korintském řádu a byl 1,8 metrů široký. Dohromady pak představovaly masu bílého mramoru, což na pozorovatele působilo velkolepým dojmem.
V roce 1913 německý architekt Josef Bühlmann zrekonstruoval interiér chrámu. Na delších stranách byla patrně souběžně vystavěna dvě korintská sloupoví, která vytvářela hlavní chrámovou síň lemovanou dvěma bočními loděmi s kazetovým klenutým stropem. Na sloupech pak spočívala kladí, jež se rozšiřovala v exedry s kazetovými polovičními kopulemi, pod nimiž byly usazeny sochy bohyň. Zdi za bočními loděmi byly proloženy menšími sloupy a tím vytvořily malé niky, v nichž byly vystaveny další sochy. Horní část každé niky byla zvýrazněna pravidelně se střídajícími oblouky nebo trojúhelníkovými frontony.

## Současnost

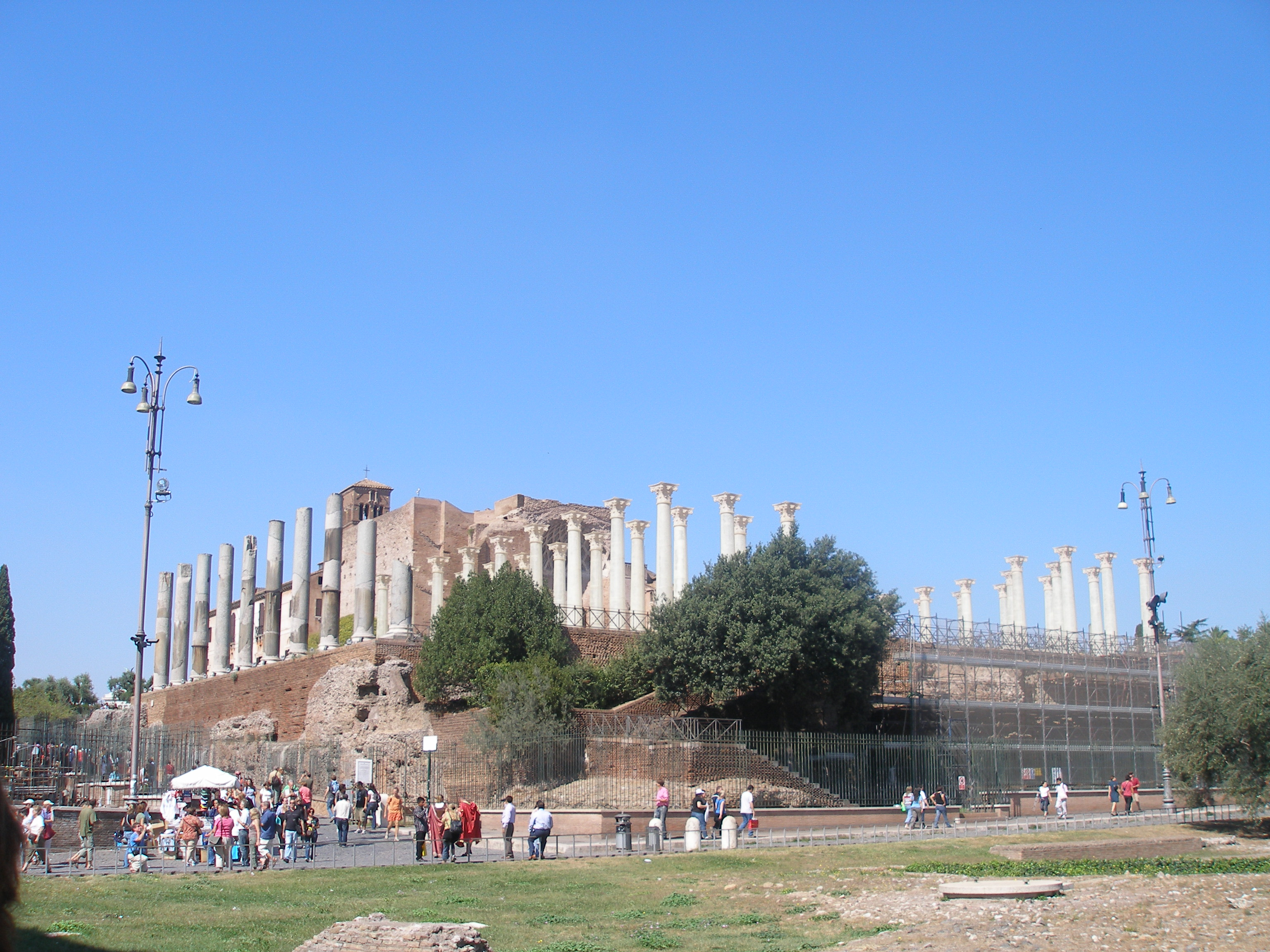
Chrám Venuše a Romy po rekonstrukci výtvarníka Ferretiho

Část původní rozlohy chrámu zabírá kostel Santa Francesca Romana. Dodnes ale můžete vidět mohutnou exedru a několik originálních sloupů, které pocházejí z Maxentiovy rekonstrukce z roku 307. Avšak je to pouhý zlomek z původní obrovské stavby.
I přesto dodnes trvá snaha o obnovení tohoto kdysi největšího římského chrámu. Slavný italský módní návrhář Valentino přispěl částkou 200 000 eur na rekonstrukci, výměnou za povolení k uspořádání banketu pro několik set významných osobností. Povolení nakonec získal a na počátku července 2007 se mezi ruinami chrámu konal slavnostní galavečer na oslavu 45. výročí zisku titulu Haute couture pro značku Valentino. Rekonstrukce chrámu se ujal oscarový výtvarník Dante Ferreti a vytvořil téměř přesné repliky antických korintských sloupů s tím rozdílem, že je nevyrobil z mramoru či kamene, ale ze skleněných vláken. V noci pak byly sloupy osvětleny barvami od bílé přes modrou, až k fialové. Ferretiho skleněná rekonstrukce zůstala mezi ruinami i přes léto 2007, takže turisté mohli obdivovat tuto jedinečnou moderní repliku. Valentinův finanční dar byl použit na zpevnění terasy, na níž je chrám vybudován.